# Bihari Tóth Zsuzsanna
Bihari Tóth Zsuzsanna (Váncsod, 1944. szeptember 4. –) magyar operaénekesnő (mezzoszoprán), magánénektanár, műsorvezető.

## Élete
Szülei Tóth Gyula Gábor és Gönczi Zsuzsánna kiskereskedők voltak Váncsodon. Már gyermekkorában nagy lelkesedéssel énekelt a református közösség gyülekezetein. Tíz éves korában elköltöztek Alsógödre, ahonnan a Budapest 13. kerületi Zeneiskola magánének-tanszakára iratkozott be.  
Tanulmányait a Bartók Béla Konzervatóriumban Sík Olga és Bán Melitta tanítványaként fejezte be.
1975-ben tanári képesítő vizsgát tett.
Tanulmányai befejezése után a Honvéd Együttes magánénekesnek szerződtette az 1975/76-os évadra, ahol  hangverseny-énekesnőként alkalmazták. Ezután, 1977-ben az Állami Déryné Színház (később Népszínház) operatársulata szerződtette, ahol opera és operett szerepeket énekelt.
A fenti együttesekkel vendégszerepelt több nyugat- és kelet európai országban.
Énekesnői feladatai mellett magánénektanár a ráckevei Zeneiskolában, majd a Budapest Dalénekes Iskolában.

## Családja
1985-ben házasságot kötött László Endrével, a Népszínház opera tagozatának karmesterével.

## Színházi szerepei
- Kodály Zoltán: Székelyfonó – Szomszéd asszony
- Muszorgszkij: A szorocsinci vásár – Hivrija
- Rossini: A sevillai borbély – Marcellina
- Rossini: Bruschinó úr – Marianna
- Szőnyi Erzsébet – Sütő András: Vidám sirató egy bolyongó porszemért – Emma
- Tamási Zdenko – Nadányi Zoltán: Hét falu kovácsa – Erzsók asszony
- Kodály – Garay: Háry János – Örzse
- Offenbach: Hoffmann meséi – Antónia anyja
- Donizetti: Az ezred lánya – Márkinő
- Donizetti: A csengő – Madam Roza
- Offenbach: Párizsi élet – Gondremark báróné
- Flotow: Márta – Nancy
- Strauss: A cigánybáró – Czipra
- Nicolai: A windsori víg nők – Frau Reich
- Kálmán Imre: Marica grófnő – Manja /német nyelvű előadás Bécsben/
- Szirmai Albert: Mézeskalács – Bábi mézeskalácsos
- Nóti Károly – Farkas Ferenc: "Nyitott ablak" – Marcsa
- Noel Coward: Forgószínpad – Topsy Baskerville

## Hangverseny-énekesi közreműködései
A "Játék és muzsika 60 percben" - a Magyar Néphadsereg Művészegyüttese produkcióban
- Muszorgszkij: Hovanscsina – Márfa jóslata
- Saint-Saëns: Sámson és Delila – Csók ária
- Verdi: A trubadúr – Máglya ária
- Donizetti: A kegyencnő – Leonora áriája
- Kodály: Székelyfonó – Rossz feleség
- Wagner: A Rajna kincse – Erda jóslata

## Díjai, kitüntetései
- Kortárs Zenei és Dalverseny Debrecen (1974) – III. díj
- Szocialista Kultúráért Érdemérem
- Népszínház Emlékgyűrű /arany/

## Rádió és TV műsorai
- Ismerjék meg Bihari Tóth Zsuzsanna operaénekesnő változatos pályafutását - a HetiTv 2024.12.11-i adása
- Szól az Opera c. talkshow műsorvezetője a Budapest Európa Televízióban
- Népzenei felvételek a Magyar Rádióban